# Rangsiya Nisaisom
Rangsiya Nisaisom (* 11. Juni 1994) ist eine thailändische Taekwondoin. Sie startet im Feder- und Leichtgewicht.
Nisaisom konnte bei ihren ersten internationalen Titelkämpfen, der Weltmeisterschaft 2011 in Gyeongju, auf Anhieb in die internationale Spitze vorstoßen. In der Klasse bis 62 Kilogramm zog sie mit einem Halbfinalsieg über Dürdane Altunel ins Finale ein und wurde nach einem weiteren Sieg gegen Marina Sumić Weltmeisterin. Es war zugleich der erste Weltmeistertitel eines thailändischen Athleten bei Weltmeisterschaften. In Bangkok gewann sie im gleichen Jahr in der Klasse bis 57 Kilogramm mit einem Finalsieg über Andrea Paoli das asiatische Olympiaqualifikationsturnier und sicherte sich die Teilnahme an den Olympischen Spielen 2012 in London.